# Pseudoderopeltis rothschildi
Pseudoderopeltis rothschildi es una especie de cucaracha del género Pseudoderopeltis, familia Blattidae.

## Distribución
Esta especie se encuentra en Kenia y Etiopía.